# Emma Corrin
Pour les articles homonymes, voir Corrin.
Emma Corrin est une actrice britannique. Corrin voit le jour le 13 décembre 1995 à Royal Tunbridge Wells (Kent), Corrin se définit publiquement comme non binaire depuis 2021. Corrin trouve sa notoriété dans le monde au cinéma et de la télévision. Sa notoriété auprès du grand public s'est particulièrement renforcée depuis son interprétation de Diana Spencer dans la série The Crown, diffusée sur Netflix. Pour ce rôle, Corrin a reçu un Golden Globe.

## Biographie

### Enfance et formation
Emma-Louise Corrin naît à Royal Tunbridge Wells en Angleterre, le 13 décembre 1995. Sa mère, Juliette Corrin, est une orthophoniste originaire d'Afrique du Sud et son père, Chris Corrin, un homme d'affaires. Corrin a deux frères plus jeunes, Richard et Jonty.
Emma Corrin fréquente l'école catholique romaine Woldingham à Surrey, un pensionnat qui lui permet de développer son intérêt pour le théâtre et la danse. Corrin prend une année sabbatique, et suit, durant celle-ci, un cours de Shakespeare à la London Academy of Music and Dramatic Art puis se porte volontaire pour enseigner dans une école de Knysna, en Afrique du Sud.
Corrin étudie ensuite le théâtre à l'université de Bristol, et la quitte pour apprendre l'anglais, l'art dramatique et les arts au St John's College de Cambridge.

## Carrière
Emma Corrin joue des petits rôles dans les séries télévisées Grantchester et Pennyworth.
Début 2020, Corrin interprète Jillian Jessup, miss Afrique du Sud, dans le film Miss Révolution (Misbehaviour), au côté de Keira Knightley.
En 2020, Corrin incarne Diana Spencer dans la saison 4 de la série The Crown et fait partie avec Helena Bonham Carter, Olivia Colman et Gillian Anderson des rôles féminins principaux de cette saison.
En 2021, l’information est confirmée que Corrin interprétera le rôle-titre de Lady Chatterley, un film qui sera réalisé par Laure de Clermont-Tonnerre.
Pour The Guardian, Emma Corrin « est l’égérie de la non-binarité, partageant sans complexe les rebondissements de son cheminement personnel sur les réseaux sociaux ».
The New York Times note que c'est la première star non binaire à avoir fait, en août 2022, la une du magazine Vogue.
Durant l'hiver 2022, Emma Corrin joue le rôle-titre dans l'adaptation au théâtre d'Orlando, roman de Virginia Woolf, sur la scène londonienne du Garrick Theatre.

### Vie privée
Après avoir changé ses pronoms en she/they (elle/iel) sur Instagram en juillet 2021, puis en they/them (iel), Emma Corrin fait son coming-out non binaire en juillet 2022, et est en couple avec l’acteur Rami Malek.

## Filmographie

### Cinéma

#### Longs métrages
- 2020 : Miss Révolution (Misbehaviour) de Philippa Lowthorpe : Jillian Jessup, Miss Afrique du Sud
- 2021 : Anna X de Daniel Raggett : Anna
- 2022 : My Policeman de Michael Grandage : Marion Taylor, jeune
- 2022 : L'Amant de Lady Chatterley (Lady Chatterley's Lover) de Laure de Clermont-Tonnerre : Connie Reid, alias Lady Chatterley
- 2023 : L'Effet veuf (Good Grief) de Dan Levy : l'artiste performeuse
- 2024 : Deadpool et Wolverine (Deadpool and Wolverine) de Shawn Levy : Cassandra Nova
- 2024 : Nosferatu de Robert Eggers : Anna Harding

#### Courts et moyens métrages
- 2017 : Cesare de Louis Rogers : Mica
- 2018 : Alex's Dream de Jack Cooper Stimpson : Beth

### Télévision
- 2019 : Grantchester, 1 épisode : Esther Carter
- 2019 : Pennyworth : Esme Winikus (4 épisodes)
- 2020 : The Crown : Diana Spencer, princesse de Galles (rôle principal, saison 4)
- 2022 : Ten Percent, 1 épisode : sa propre personne
- 2023 : Un meurtre au bout du monde : Darby Hart
- 2025 : Black Mirror : 1 épisode (Hôtel Rêverie) : Dorothy Chambers (Clara)
- 2026 : Orgueil et Préjugés : Elizabeth Bennet

### Théâtre
- 2022 : Orlando de Virginia Woolf : Orlando

## Distinctions

### Récompenses
- 2021 : Broadcasting Press Guild Awards de la meilleure actrice dans une série télévisée dramatique pour The Crown
- Critics' Choice Television Awards 2021 : Critics' Choice Television Award de la meilleure actrice dans une série télévisée dramatique pour The Crown
- Golden Globes 2021 : Meilleure actrice dans une série dramatique pour The Crown
- 2021 : Gold Derby Awards de la meilleure actrice dramatique dans une série télévisée dramatique
- 2021 : Gold Derby Awards de la meilleure révélation féminine de l'année dans une série télévisée dramatique pour The Crown
- 2021 : Hollywood Critics Association de la meilleure actrice dans une série télévisée dramatique pour The Crown
- 2021 : International Online Cinema Awards de la meilleure actrice dans une série télévisée dramatique pour The Crown
- Screen Actors Guild Awards 2021 : Meilleure distribution pour une série dramatique pour The Crown

### Nominations
- 2021 : Gold Derby Awards de la meilleure actrice de l'année dans une série télévisée dramatique pour The Crown
- 2021 : MTV Movie Awards de la meilleure performance féminine dans une série télévisée dramatique pour The Crown
- 2021 : Online Film & Television Association Awards de la meilleure actrice dans une série télévisée dramatique pour The Crown
- Primetime Emmy Awards 2021 : Meilleure actrice dans une série télévisée dramatique pour The Crown
- Satellite Awards 2021 : Meilleure actrice dans un second rôle dans une série, téléfilm ou minisérie pour The Crown
- Screen Actors Guild Awards 2021 : Meilleure actrice dans une série dramatique pour The Crown
- Primetime Emmy Awards 2022 : Meilleure actrice dans une série télévisée dramatique pour The Crown